# Provinz Tipasa
Die Provinz Tipasa oder Tipaza (arabisch ولاية تيبازة, DMG Wilāyat Tībāza, tamazight ⴰⴳⴻⵣⴷⵓ ⵏ ⵜⵉⵒⴰⵣⴰ Agezdu n Tipaza) ist eine Provinz (wilaya) im nördlichen Algerien.
Die Provinz liegt an der Mittelmeerküste, rund 50 km westlich der Hauptstadt Algier, ihre Fläche beträgt 1700 km².
Rund 469.000 Menschen (Schätzung 2006) bewohnen die Provinz, die Bevölkerungsdichte beträgt somit rund 276 Einwohner pro Quadratkilometer.
Hauptstadt der Provinz ist Tipasa. Zu literarischen Ehren kam die Stadt durch die Erzählung „Heimkehr nach Tipasa“ des in Algerien geborenen französischen Schriftstellers Albert Camus.